# Chant guttural
 (août 2023).
Si vous disposez d'ouvrages ou d'articles de référence ou si vous connaissez des sites web de qualité traitant du thème abordé ici, merci de compléter l'article en donnant les références utiles à sa vérifiabilité et en les liant à la section « Notes et références ».
Pour les techniques traditionnelles de chant de gorge, voir Chant diphonique et Khöömei.

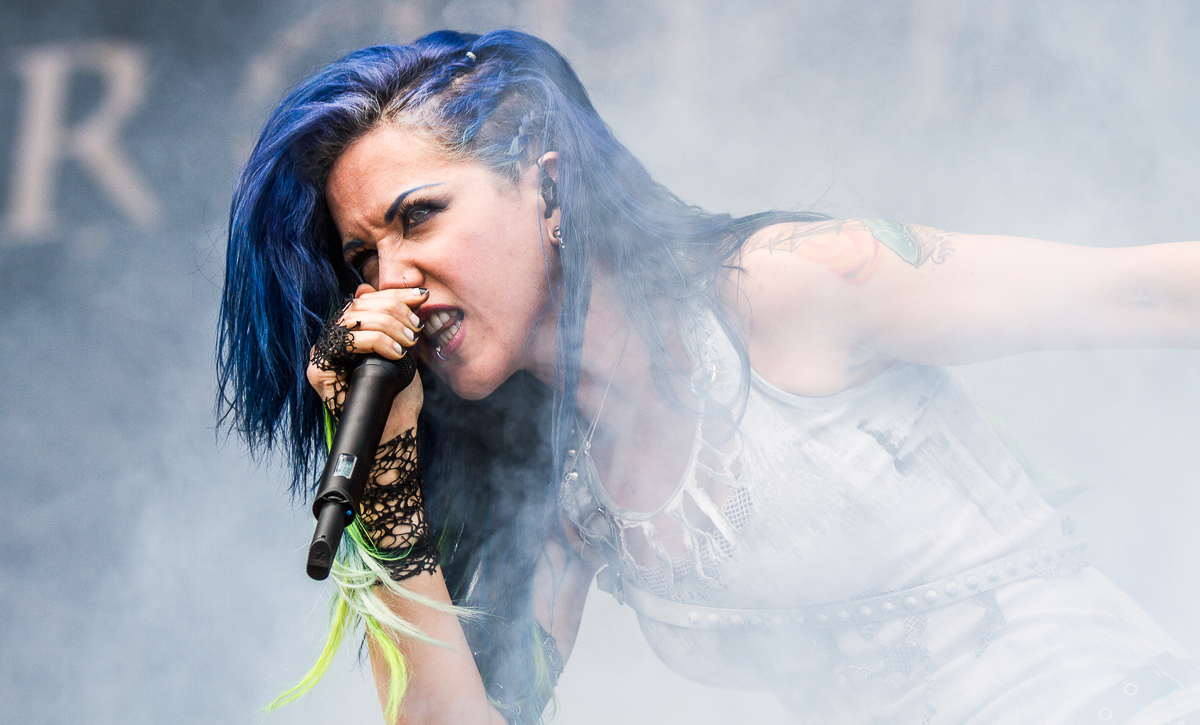
Alissa White-Gluz, chanteuse d'Arch Enemy.

Le chant guttural, appelé growl, death growl, ou grunt selon la façon dont il est produit, est une technique vocale qui confère à la voix un timbre guttural et caverneux. Ce genre de chant est créé par l'utilisation du diaphragme (qui contrôle le débit d'air responsable de la puissance sonore) et des bandes ventriculaires (familièrement appelées fausses cordes vocales). Certains considèrent ces chants comme un style de chant diphonique. En anglais, cette technique vocale est également désignée de façon péjorative ou humoristique sous le terme de Cookie Monster vocal en référence à la voix du personnage de Macaron le glouton de l'émission 1, rue Sésame,,.
Cette technique est fréquemment employée par les groupes de death metal et de black metal et dans un certain nombre d'autres sous-genres et dérivés du metal (grindcore, death-doom, metal gothique, deathcore notamment). Qui plus est, un chant saturé proche du grunt est employé dans presque tous les genres de punk hardcore et de crust punk (celui-ci étant un proche parent du grindcore, ce qui fait que le grindcore présente très souvent un chant plus proche du punk hardcore que du death metal). Il se fonde, la même manière, sur une contraction des fausses cordes, mais est souvent placé plus dans les médiums et plus agressif, moins gras.
Les vocaux en death growl sont souvent difficiles à comprendre, particulièrement pour des auditeurs non familiarisés au style. Beaucoup de vocalistes emploient la technique de façon inintelligible, tels Sylvain Houde de Kataklysm ou Lord Worm de Cryptopsy. D'autres, au contraire, attachent une importance à ce que leurs paroles restent intelligibles et articulées, tels qu'Oliver Rae Aleron d'Archspire, Dan Swano (Edge of Sanity, créateur du deathgrowl intelligible), Mikael Åkerfeldt (Opeth, Katatonia, Bloodbath, etc), Karl Willetts de Bolt Thrower, Alex Leblanc d'Atheretic, Gerhard (Felix) Stass de Crematory ou Ian Campbell de Neuraxis et Descend Into Nothingness. Certaines chanteuses font usage de cette technique, Masha « Scream » (Arkona), Lori Bravo (Nuclear Death), Alissa White-Gluz (Arch Enemy), Tatiana Shmaylyuk (Jinjer) Cadaveria (Opera IX, Cadaveria), Maria Abaza (Merlin), Lily (PraY ManTiCøre), Marion Volle (Swarmageddon), Courtney LaPlante (Spiritbox), Melissa Bonny (Ad Infinitum) ou encore Candice Clot ou Rachel Aspe (ex chanteuses d'Eths).

## Technique
Il est plutôt rare que les grunts soient obtenus avec des effets divers de voix[réf. nécessaire]. La quasi-totalité des vocalistes du genre les produisent avec leur propre voix. Des professeurs de technique vocale enseignent différentes techniques, mais l'usage de mauvaises techniques abîme la voix, aussi les techniques enseignées ne peuvent-elles être que des techniques de moindre mal, mais pas de risque zéro. Les techniciens insistent cependant sur l'importance de chanter uniquement avec sa voix de poitrine et non avec sa voix de tête. Ce qui implique de maîtriser la technique de chant traditionnel du souffle en répartissant la force entre le diaphragme et les cordes vocales. L'utilisation des seules cordes vocales s'avère vite limitée en matière d'endurance et surtout la voix risque d'être vite endommagée si le chant est produit par les cordes vocales.
De manière plus globale, la création de ce chant est techniquement proche du chant traditionnel, le débit d'air reste le même. Ce qui le différencie principalement est le fait que l'air expulsé du diaphragme se retrouve compressé avant son arrivée dans les cordes vocales, qui elles-mêmes subissent une pression induite par la contraction des muscles de la gorge (ce qui est vrai pour le grunt, mais reste faux pour le death growl), de plus il est notable de constater que les « chants metal » ne sont pas des chants douloureux. Il s'agit là d'une idée reçue, car le chant dégagé peut paraître violent. Si une douleur survient, c'est que son utilisation est mal pratiquée, ce qui peut définitivement endommager les cordes vocales à long terme[réf. nécessaire]. Il existe plusieurs sortes de chant guttural : le growl, le grunt, le pig squeal, et le high scream sont les plus courantes, mais il en existe d'autres.
À noter qu'il est aussi possible de travailler en aspirant l'air (technique couramment appelée "inhale scream").

## Histoire et variations
On peut remonter la trace de l'usage de grunts, d'effets vocaux monstrueux dans le rock à I Put a Spell on You par Screamin' Jay Hawkins en 1956. John Entwistle (bassiste du groupe The Who) dans sa chanson Boris the Spider en 1966, même si dans une intention comique, utilise des chants gutturaux assez similaires aux techniques employées par les groupes de death metal modernes, ainsi que dans Success Story, et dans la reprise des Who de Summertime Blues. Au début des années 1970, les chansons Iron Man de Black Sabbath et One of These Days de Pink Floyd contiennent de brefs passages de vocaux graves et gutturaux (bien qu'artificiels) sur fond de riffs lourds. Mais l'avènement de l'usage de cette technique coïncide avec l'émergence graduelle du death metal, et il est difficile d'en pointer spécifiquement un inventeur[réf. nécessaire].
Différents vocalistes ont vraisemblablement développé la technique au fur et à mesure. Le groupe Death (et ses précurseurs Mantas) avec ses deux vocalistes — à l'origine Kam Lee et ensuite Chuck Schuldiner — ont souvent été cités comme influence (bien que Schuldiner ait fini par pencher pour un style de chant plus éraillé)[réf. nécessaire]. Possessed est considéré par beaucoup comme l'un des tout premiers à avoir employé le death grunt. De même Necrophagia et Master. Approximativement au même moment des groupes comme Hellhammer avec Tom G. Warrior aux vocaux, ou des groupes d'influence tels que Massacre employèrent des variations du death grunt. Les vocalistes des groupes de grindcore britannique Napalm Death, Nick Bullen, Lee Dorrian et Mark « Barney » Greenway —  développèrent ensuite le style à la fin des années 1980, y ajoutant plus d'agressivité et de profondeur gutturale tout en accélérant le débit des paroles[réf. nécessaire].
Depuis la deuxième moitié des années 1990 et le début des années 2000, beaucoup de vocalistes ont développé une technique différente. Au lieu d'expirer l'air, celui-ci est inspiré pour produire des grunts stridents ou très graves. Cette technique permet d'atteindre des tons plus extrêmes plus facilement mais fait généralement perdre beaucoup de puissance sonore[réf. souhaitée].